# Institut aéronautique et école de pilotage Amaury de la Grange
L'Institut aéronautique Amaury de la Grange (IAAG) est un établissement privé d'enseignement supérieur aéronautique créé en 1962, situé à Morbecque (à proximité d'Hazebrouck) et Merville dans le Nord.

## Historique
Le nom de l'école vient du baron Amaury de la Grange qui a souhaité léguer son château de la Motte-aux-Bois à une œuvre à vocation de formation aux métiers de l'aéronautique. C'est ainsi qu'a été créé en 1962 l'Institut aéronautique Amaury de la Grange par André Ramondo, commandant de bord à Air France. En 1986, à la demande des compagnies aériennes Air France, Air Inter et UTA, une filiale commune est créée, l'école de pilotage Amaury de la Grange, afin d'assurer la partie formation pratique en vol. Au début des années 90, IAAG reprend les parts détenues par Air France et l'ensemble a constitué le groupe Amaury de la Grange jusqu'en 2013.
L'IAAG se fait racheter par le groupe GIFT en 2013.

## Enseignement
L'école délivre des formations de pilote de ligne, instructeurs, mécaniciens et techniciens aéronautiques.
Elle a longtemps formé des pilotes « cadets », notamment pour Air France et China Eastern Airlines.
L’école propose aujourd'hui différentes formations pour 3 secteurs d'activité en particulier :
- Pilote de ligne
- Maintenance aéronautique
- Construction aéronautique

## Moyens au sol
- Caravelle III
- Learjet 23
- Dassault SMB2
- Embraer Tucano
- Alouette II
- Piper Aztec
- Socata TB20
- Moteurs réformés (CF6-50, Olympus, M53, JT8, JT9...)